# Цимбелин
«Цимбели́н» (англ. Cymbeline), также «Трагедия Цимбелина» (The Tragedie of Cymbeline) или «Цимбелин, Король Британии» (Cymbeline, King of Britain) — пьеса Уильяма Шекспира, действие которой происходит в Древней Британии (ок. 10–14 гг. н.э.), оно основано на легендах мест, составлявших часть тогдашней Британии, и о раннекельтском британском короле Кунобелине. Хотя в Первом фолио пьеса причислена к трагедиям, однако современные критики часто классифицируют «Цимбелин» как романтическую драму или даже комедию. Подобно «Отелло» и «Зимней сказке», в ней затрагиваются темы невинности и ревности. Хотя точная дата сочинения остаётся неизвестной, пьеса несомненно была поставлена ещё в 1611 году.
Впервые была опубликована в посмертном фолио 1623 года. Время написания «Цимбелина» можно установить приблизительно между 1609 и 1610 годами. Пьеса была поставлена в 1611 году. По жанру примерно такая же «трагикомедия», как две другие поздние пьесы — «Зимняя сказка» и «Буря». Драматические и почти трагические коллизии заканчиваются счастливой развязкой.

## Действующие лица

### В Британии
- Цимбелин – прототип исторического короля Британии Кунобелина, отец Имогены.
- Королева – вторая жена Цимбелина и мать Клотена.
- Имогена / Инногена[2] – дочь Цимбелина от бывшей королевы, позднее маскируется пажом Фиделе.
- Постум Леонат – муж Имогены, усыновлённый сиротой и выросший в семье Цимбелина.
- Клотен – сын королевы от бывшего мужа и сводный брат Имогены.
- Беларий – изгнанный лорд, скрывающийся под именем Моргана, похитивший малолетних сыновей короля Цимбелина в отместку за своё изгнание.
- Гвидерий – сын Цимбелина, похищенный в детстве Беларием и воспитанный как сын Полидор.
- Арвираг – сын Цимбелина, похищенный в детстве Беларием и воспитанный как сын Кадвал.
- Пизанио – слуга Постума, верный и Постумусу, и Имогене.
- Корнелий – придворный врач.
- Елена – дама, прислужница Имогены.
- Два лорда в гостях у Клотена.
- Два джентльмена.
- Два капитана.
- Два тюремщика.

### В Риме
- Филарио – друг Постума в Риме.
- Якимо – римский лорд и друг Филарио.
- Французский джентльмен.
- Голландский джентльмен.
- Испанский джентльмен.
- Кай Луций – римский посол, а затем генерал.
- Два римских сенатора.
- Римские трибуны.
- Римский капитан.
- Филармон – прорицатель.

### Видения
- Юпитер – царь богов в римской мифологии.
- Сицилий Леонат – отец Постума.
- Мать Постума.
- Два брата Постума.

## Сюжет
Цимбелин — король Британии, правит счастливой богатой страной. Его дочь, Имогена, влюблена в Леоната Постума, «бедного, но достойнейшего джентльмена», при этом влюблённые принимают решение тайно обвенчаться, скрыв от отца этот факт. В пьесе появляется антагонист — мачеха Имогены, которая намеревается выдать падчерицу замуж за своего сына Клотена, который отличается скверным характером, отсутствием благородных манер и имеющим, мягко говоря, отдалённое представление о нормах этикета и вежливости. Она узнаёт о тайной церемонии венчания и рассказывает об этом своему мужу. Цимбелин, получив эти сведения, изгоняет новоиспечённого нежеланного зятя Леоната Постума за пределы королевства. Странствия приводят молодого Постума в Рим, где тот хвастается верностью своей возлюбленной другу Якимо, а для упрочения своей правоты даже идёт на заключение пари, по условиям которого Якимо должен отправиться в Британию и предпринять попытку соблазнить Имогену — в таком случае пари будет считаться выигранным Якимо, и тот в качестве приза получит от друга кольцо с бриллиантами, подаренное невестой Постуму. 

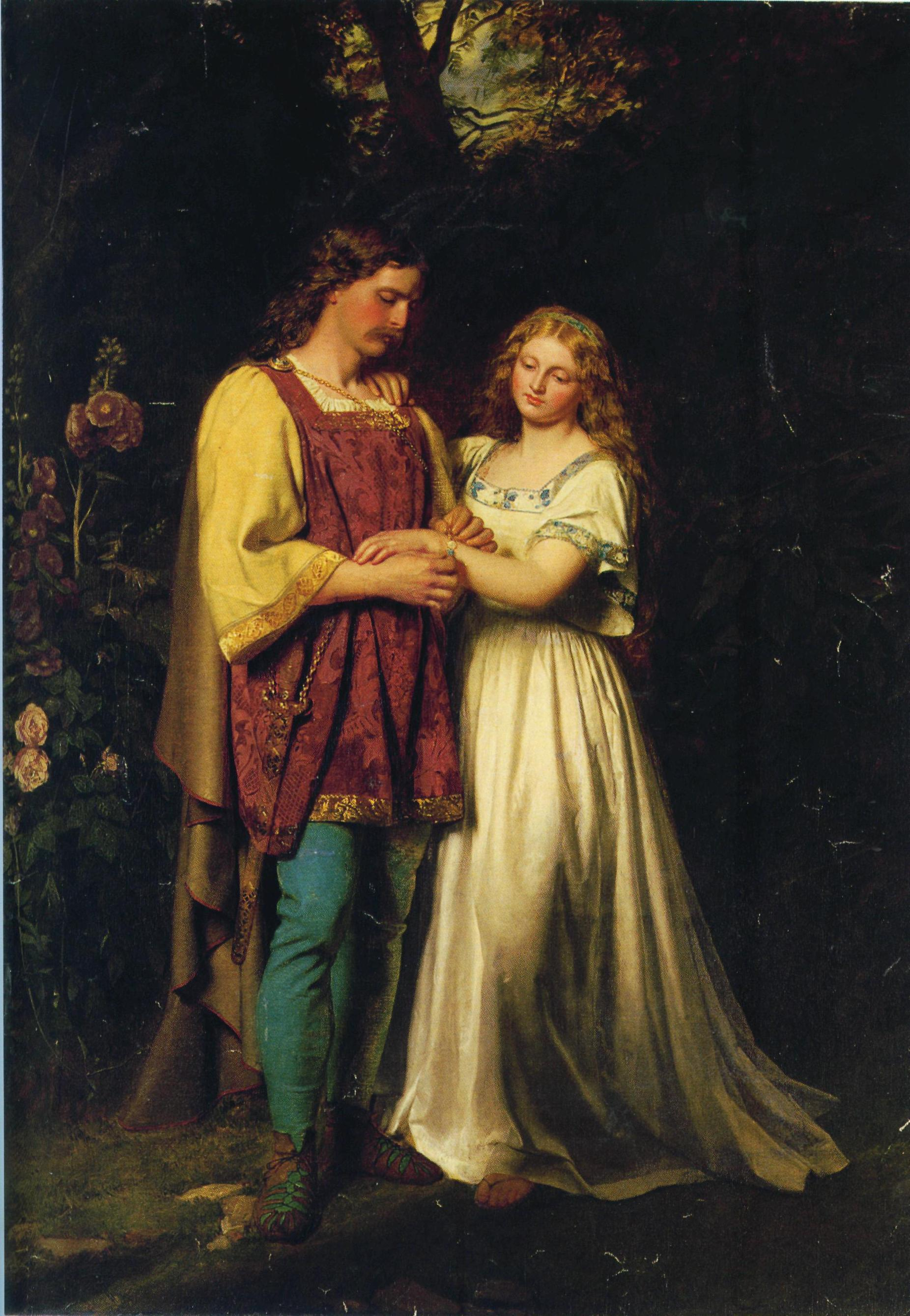
Постум и Имогена, Джон Фейд.

Уже в Британии Имогена решительно отвергает все притязания Якимо, однако коварный друг жениха получает возможность спрятаться в покоях Имогены, при этом он из своего укрытия рассматривает все детали интерьера и, естественно, обнажённое тело Имогены. Таким образом, по прибытии в Рим Якимо делится с изгнанным Постумом компрометирующими подробностями, и расстроенный жених вынужден расстаться с кольцом. Постум настолько уязвлён, что решается на самое страшное: отправляет письмо своему верному слуге Пизанио, в котором даёт указание убить Имогену, однако тот, чувствуя подвох, не выполняет приказ господина и уговаривает Имогену бежать из отцовского дворца, при этом снабдив её мужским платьем. Постум же в качестве доказательства мнимого исполнения приказа получает от Пизанио окровавленное одеяние. Затем Имогена принимает новое — мужское — имя Фиделе («Верный») и укрывается в пещере, становясь пажом Белария. Её знакомят с двумя, как ей говорят, сыновьями Белария. Она не подозревает, что это её братья, сыновья Цимбелина — Гвидерий и Арвираг: оба считаются пропавшими без вести много лет назад, на самом же деле мальчики выросли здесь, в пещере в Уэльсе. Фиделе опасно заболевает, а братья, решив, что он умер, исполняют над ним погребальную песнь «Жар солнца уж тебе не страшен». После того как критический период болезни проходит, Фиделе-Имогена просыпается и обнаруживает рядом с собой обезглавленное тело своего потенциального супруга Клотена. Фиделе принимает его за своего настоящего мужа — изгнанника Постума, поскольку видит на трупе его одежды.

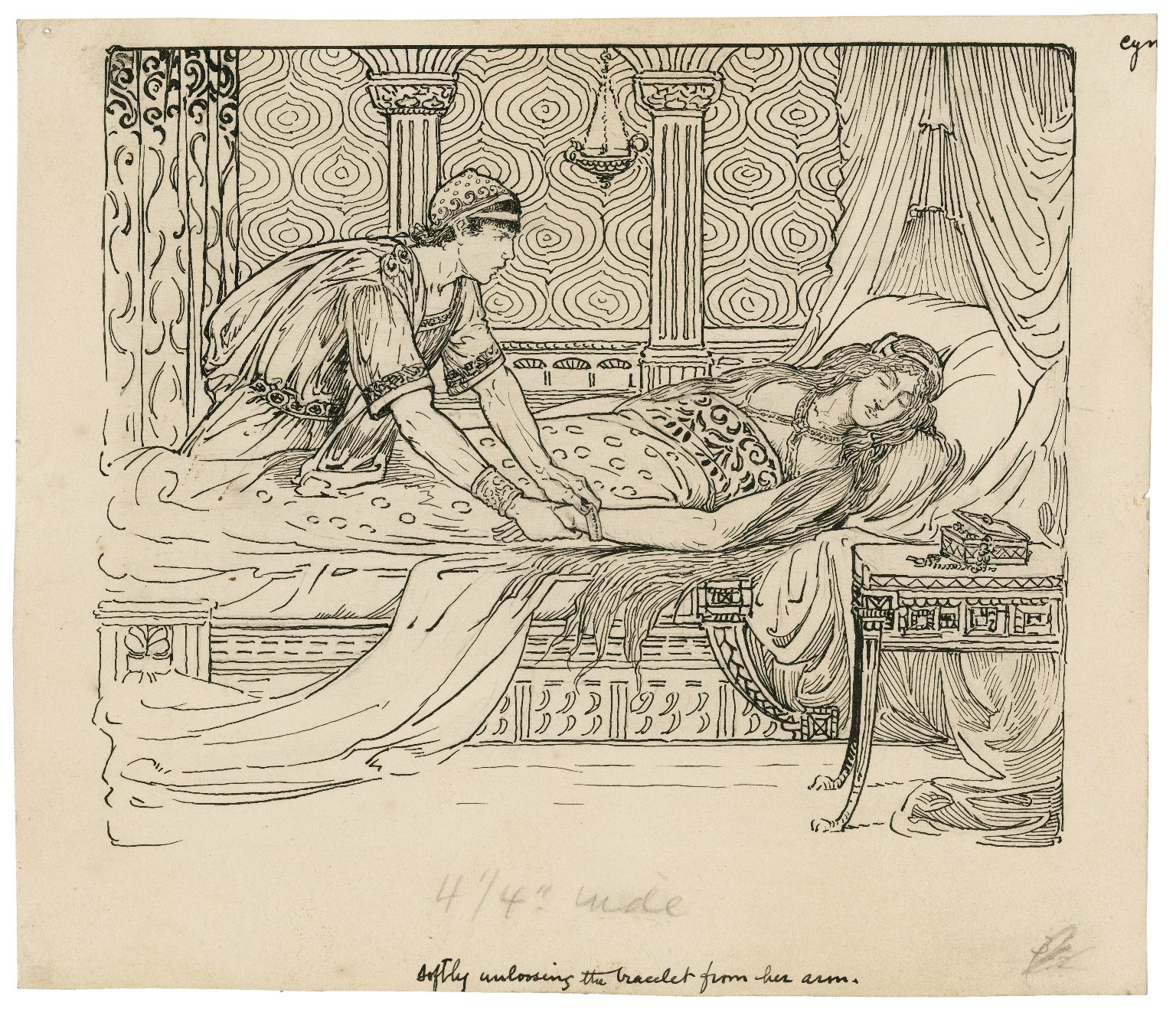
Якомо крадёт браслет Имогены, Акт II Сцена 2. Иллюстрация Луи Реда, созданная для издания «Сказок Лэма» (Lamb's Tales).

Далее фабульная линия развивается следующим образом: в Британию вторгается римская армия, безутешная Имогена становится пажом римского военачальника Луция. Во время судьбоносного сражения британское войско наносит сокрушительное поражение римской армии благодаря неподдельной доблести Белария, пропавших братьев Имогены, а также при помощи героизма переодетого Постума, который также в составе римской армии вторгается в Британию. Тем не менее, несмотря на все меры предосторожности, Постум попадает в плен к британцам, и в темнице ему приходит видение его семьи и бога Юпитера, который произносит перед пленённым Постумом слова пророчества.
Параллельно с этим развивается действие, связанное с Цимбелином: пленённый командир римской армии Луций умоляет британского короля сохранить жизнь пажу Фиделе. Тронутый знакомыми чертами лица пажа, Цимбелин соглашается. Фиделе-Имогена, оставленная в живых, узнаёт среди пленных Якимо и, пользуясь обещанием Цимбелина отдать пажу жизнь любого пленника, принуждает Якимо рассказать при всех, как всё было на самом деле. Постум узнаёт из исповеди Якимо о том, что его жена невиновна в измене и что кольцо попало к Якимо обманным способом. Однако тем сильнее его горе — ведь он уверен, что супруги нет в живых. Однако Имогена открывает себя к великой радости отца Цимбелина и супруга Постума, а Беларий представляет отцу нашедшихся сыновей. Пьеса заканчивается «хэппи-эндом» (что и нейтрализует её отнесённость к трагедийному жанровому канону), сценой всеобщего семейного примирения. Постум адресует Имогене слова «Пока я жив — как плод на дереве держись на мне!» (Hang there like fruit, my soul, Till the tree die). Альфред Теннисон всю жизнь считал эти строки самыми трогательными и одухотворёнными во всём творчестве Шекспира.

## Литературная эволюция пьесы

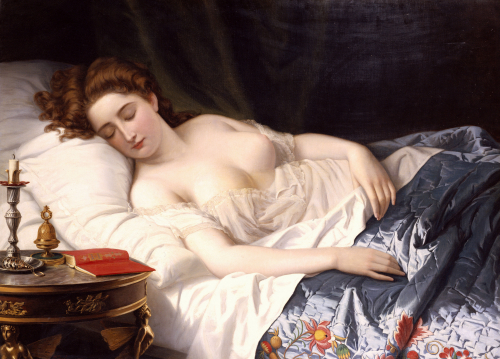
Имогена в спальне во II акте, сцена 2, когда Якимо видит родинку под её грудью. Картина Вильгельма Фердинанда Сушона, 1872 г.

Существуют несколько предполагаемых прототипических источников, послуживших литературной почвой для написания «Цимбелина». Некоторые компоненты сюжета (линия Постума и заклад Якимо) могли быть навеяны «Декамероном» Боккаччо (II.9), однако основным источником мотивов для произведения признаётся книга-сборник «Зерцало государей» (в оригинале A mirror for magistrates), которая была составлена Джорджем Феррером, устроителем королевских придворных развлечений при Генрихе VIII. Также деятельное участие в компоновании прототипического сборника принимал Уильям Болдуин, библиофил, сотрудник Оксфордского университета. Идея этой книги заключается в собрании повествований из жизни персонажей истории Англии (разного пола), связанных с их грехопадением. При этом специфические подробности этих увлекательных жизненных историй представляются вниманию широкой публики самими героями. При компоновке авторы придерживались концепции продолжения известной книги «Падение принцев», написанной монастырским затворником (он провёл большую часть жизни в монастыре населённого пункта Бери) Джоном Лидгейтом. В свою очередь, один из самых продуктивных английских мастеров поэтического жанра, Лидгейт опирался на труд Боккаччо De casibus. Впервые «Зерцало» было издано «пиратским» способом в 1555 году после того, как представителями английских властей был наложен категорический запрет на официальное издание провокационного сборника. Однако уже в 1559 году состоялся официальный выход «Зерцала», в которое вошли 20 трагедий различных авторов, вписывавшихся в культурологическую концепцию «тусклого века». Это произведение конволютного характера послужило источником для сюжетов многих известных английских авторов. Среди авторов, часто обращавшихся к этому богатому литературному источнику, можно назвать Спенсера, Шекспира, автора ряда остросоциальных сатир и исторических романов писателя Майкла Дрейтона и наставника представителей графских фамилий, автора многочисленных сонетов и сенекианских трагедий Сэмюэла Дэниэла.
Ещё одним, также весьма существенным произведением, написанным по схожей сюжетной проекции практически параллельно с шекспировской пьесой, является романтическая трагикомедия «Филастр» (англ. Philaster, or Love lies a bleeding). Авторство «Филастра», опубликованного в 1620 году, принадлежит знаковому для литературного периода первой четверти XVII века тандему Джона Флетчера, представителя поэтической семьи Флетчеров, и Фрэнсиса Бомонта, 

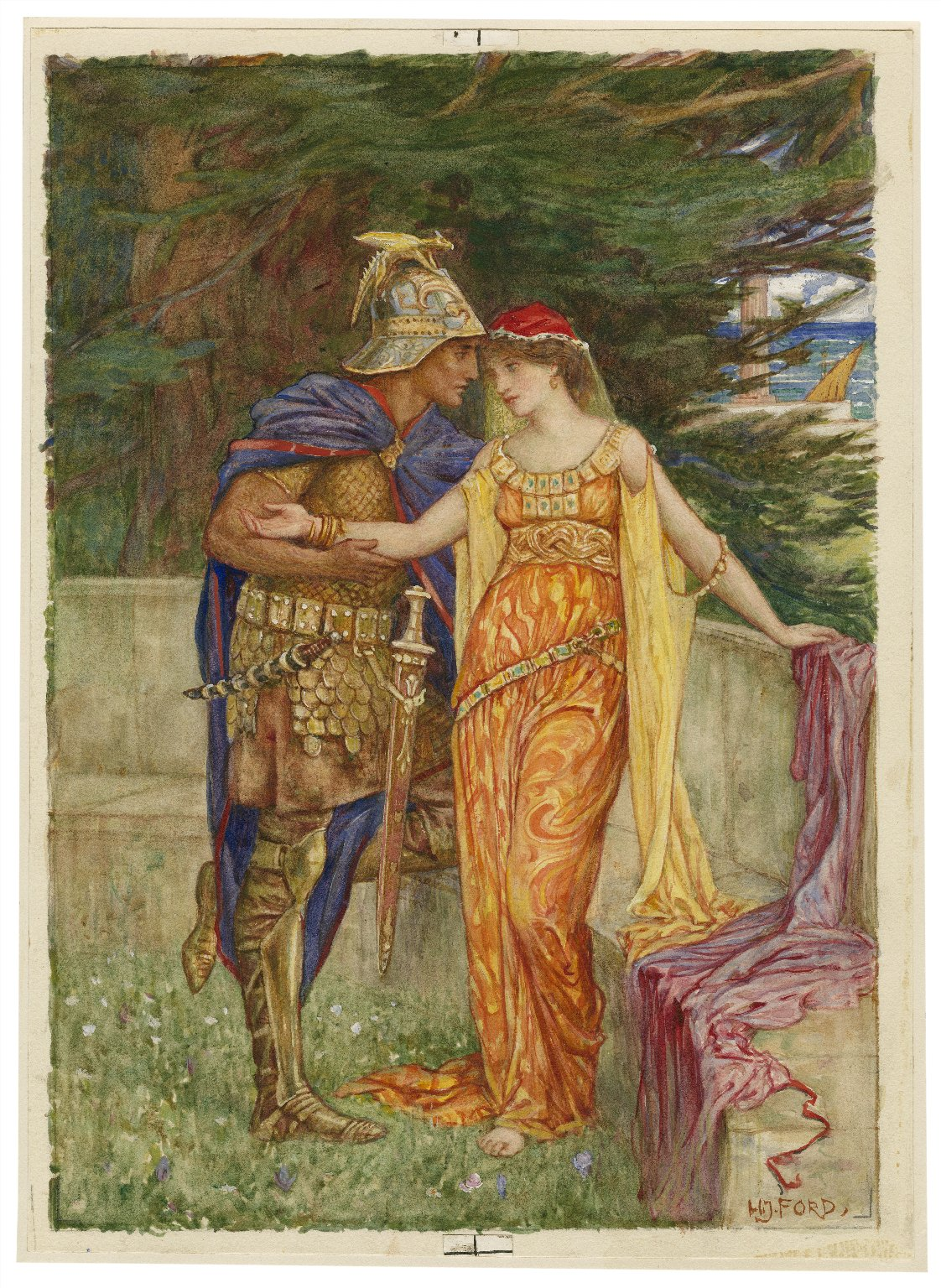
Постум и Имогена Генри Джастис Форда.

который прославился авторством нескольких комедий нравов до начала сотрудничества с Флэтчером. Сюжет трагикомедии базируется на модели традиционного династического конфликта, сочетающегося с развитием любовной коллизии — король Калабрии узурпирует корону Сицилии, а королевский наследник Филастр влюблён в дочь узурпатора Аретусу.

## Датировка и текст
Первая зарегистрированная постановка Цимбелина, по замечанию Саймона Формана, состоялась в апреле 1611 г. Когда на самом деле был написан «Цимбелин» – точно установить невозможно. Пьеса вошла в программное Первое шекспировское фолио, в которое вошли многие известнейшие трагедии Шекспира. Тем не менее ряд современных шекспироведов склонен определять жанровую принадлежность «Цимбелина» как любовную историю. Настоящее возрождение и становление пьесы в читательском сознании имело место в первой четверти XIX века. Известно, что поэт Альфред Теннисон скончался с экземпляром «Цимбелина» на одеяле. Интерес к пьесе не утих с наступлением новой литературной эпохи. Джордж Бернард Шоу опубликовал в 1938 году новый, несколько сокращённый вариант развёрнутого пятого действия «Цимбелина», который получил авторское название «Цимбелин с новым финалом» (Cimbeline Refinished).

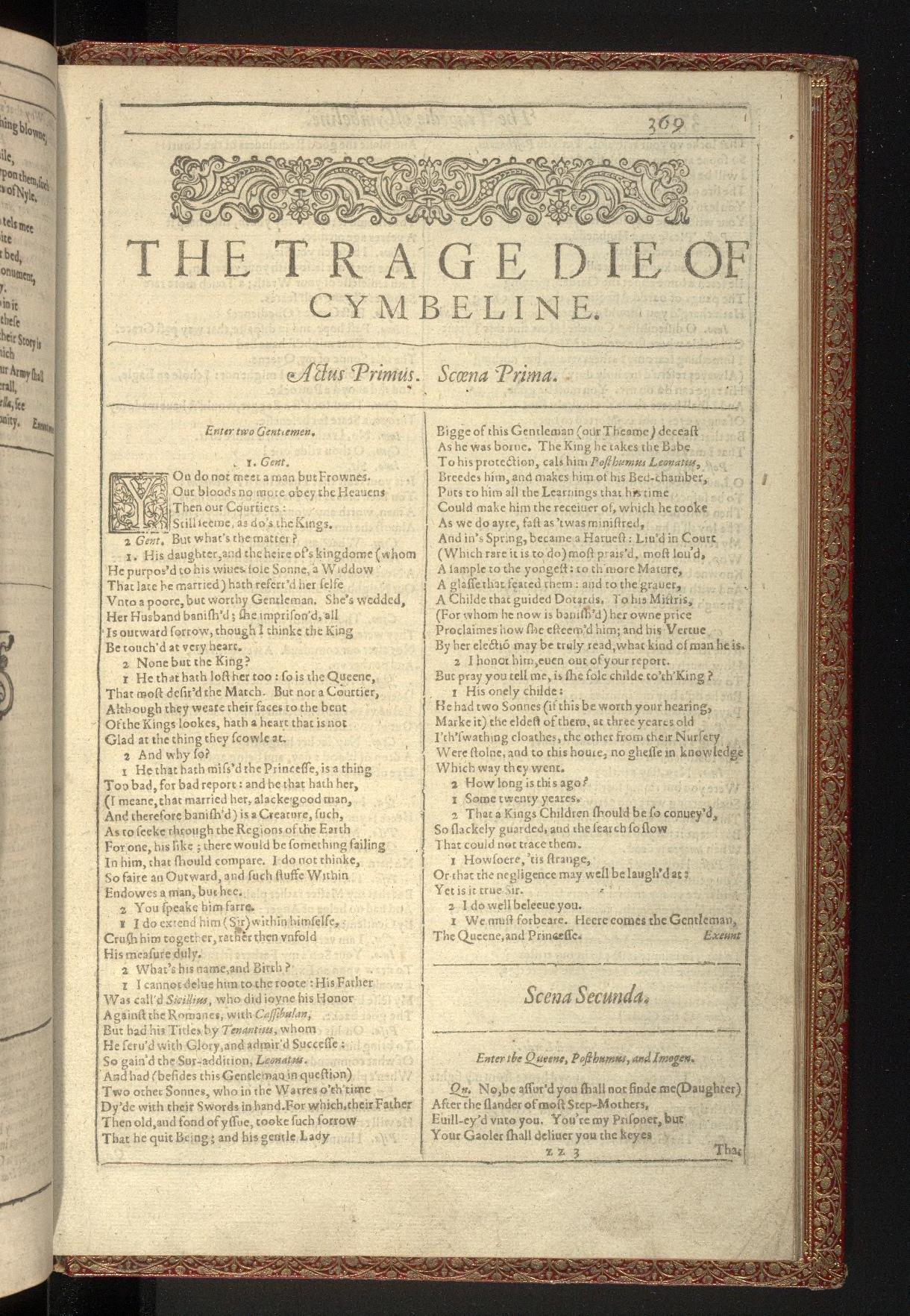
Первая страница Цимбелина из Первого фолио пьес Шекспира, изданного в 1623 г.

Йельское издание предполагает, что к авторству приложил руку соавтор, и некоторые сцены (например, акт III, сцена 7 и акт V, сцена 2) могут показаться читателю в особенности не-шекспировскими по сравнению с другими. Пьеса имеет заметное сходство по языку, ситуациям и сюжету с трагикомедией Бомонта и Флетчера «Филастер, или Любовь лежит в крови» (ок. 1609–10). Обе пьесы посвящены принцессе, которая после неповиновения отцу, желая выйти замуж за скромного любовника, ложно обвиняется в неверности и поэтому приказывают её убить, однако она сбегает и доказывает свою верность. Кроме того, обе пьесы были написаны для одной и той же театральной труппы и публики. Ряд учёных считают, что это подтверждает датировку примерно 1609 г., хотя и неясно, какая пьеса предшествовала.
Редакторы Oxford и Norton Shakespeare считают, что имя Имогены (Imogen) является опечаткой имени Innogen — они проводят ряд сравнений между Цимбелином и Много шума из ничего, в ранних изданиях которых призрачный персонаж по имени Innogen должен был стать женой Леонато (Постум, также известный как «Леонат», латинская форма итальянского имени другой пьесы). Стэнли Уэллс и Майкл Добсон отмечают, что в «Хрониках Голиншеда», использованных Шекспиром в качестве своего источника, упоминается «Инноген» (Innogen) и что рассказ о спектакле из уст очевидца Формана в апреле 1611 г. постоянно ссылается на «Инногену». Несмотря на эти аргументы, в большинстве выпусков пьесы по-прежнему используется имя Имогены.
Милфорд-Хэвен не функционировал в период нач. I в. н.э.), в который происходит действие Цимбелина, и неизвестно, почему Шекспир использует его в пьесе. Роберт Най (Robert Nye) отметил, что это был ближайший морской порт к родному городу Шекспира Стратфорд-на-Эйвоне: «Однако если вы пойдёте прямо на запад от Стратфорда, не глядя ни налево, ни направо, с мыслью о побеге в море в своей юной голове, тогда именно Милфорд-Хейвен и будет портом, до которого вы доберётесь», пройдя около 165 миль (266 км), около 6 дней пути, на что молодой Шекспир вполне мог решиться или, по крайней мере, что он мечтал совершить. Мариса Р. Калл отмечает возможный символизм Милфорд-Хэвена как места высадки Генриха VII, когда тот вторгся в Англию через Милфорд 7 августа 1485 г., стремясь свергнуть Ричарда III и установить династию Тюдоров. Это также могло отражать беспокойство англичан по поводу лояльности валлийцев и возможности будущих вторжений в Милфорд.

## Критика и интерпретации
Цимбелин – одна из самых популярных пьес Шекспира в XVIII в., хотя критики, в том числе Сэмюэл Джонсон, испытывали проблемы с её усложнённым сюжетом:
В этой пьесе много справедливых чувствований, несколько естественных диалогов и ряд приятных сцен, но они возникают за счёт большого количества несоответствий. Отмечать глупость вымысла, абсурдность поведения, путаницу имен и нравов разных времен и невозможность событий в какой-либо жизненной системе означало бы растрачивать критику на неподатливую глупость, на недостатки, слишком очевидные для обнаружения, и слишком грубые для усугубления.
Однако Уильям Хэзлитт и Джон Китс причисляли её к своим любимым пьесам.
К началу XX в. пьеса утратила популярность. Литтону Стрейчи было «трудно не заключить, что [Шекспиру] самому стало скучно.  Наскучили люди, наскучила реальная жизнь, наскучила драма, надоело, по сути, всё, кроме поэзии и поэтических мечтаний». Харли Грэнвилл-Баркер придерживался похожих взглядов, говоря, что пьеса показывает, как Шекспир становился "утомлённым художником" (a wearied artist).
Некоторые утверждали, что пьеса пародирует собственное содержание. Гарольд Блум говорит: «Цимбелин, на мой взгляд, отчасти является шекспировской самопародией; в ней высмеиваются многие его предыдущие пьесы и персонажи».

### Британская идентичность
Сходство между Цимбелином и историческими преданиями о римском императоре Августе побудило критиков толковать пьесу как выражение Шекспиром поддержки политическим движениям Якова I, считавшего себя «британским Августом». Его политические манёвры по объединению Шотландии с Англией и Уэльсом в империю отражают представление об Августовском Pax Romana. Пьеса подкрепляет якобинскую идею о том, что Британия – преемница цивилизованной добродетели древнего Рима, изображая ограниченность и изоляционизм Клотена и королевы в качестве злодейских. Другие критики противились идее того, что Цимбелин поддерживает идеи Якова I о национальной идентичности, указывая на противоречивые слова ряда персонажей об их географической идентичности. Например, хотя Гидерий и Арвираг — сыновья Цимбелина, британского короля, выросшего в Риме, они, тем не менее, выросли в валлийской пещере. Братья жалуются на изоляцию от общества, связывая себя с варварством, однако Беларий, их приёмный отец, возражает, что это избавило их от развращающего влияния якобы цивилизованного британского двора.
Вторжение Якимо в спальню Имогены отражает обеспокоенность тем, как итальянское влияние опорочило Великобританию. Как отмечает Питер А. Паролен, сцены Цимбелина, действие которых якобы происходит в Древнем Риме, на самом деле являются анахроничным изображением Италии XVI в., которую современные британские авторы считают местом, где порок, разврат и предательство заменили древнюю римскую добродетель. Хотя Цимбелин и заключает мир между Британией и Римом, однако издевательство Якимо над Постумом и метафорическое изнасилование Имогены демонстрируют опасения, что политический союз Британии с другими культурами может подвергнуть британцев вредному иностранному влиянию.

### Гендер
Учёные подчёркивают, какое большое политическое значение уделяется девственности и целомудрию Имогены в пьесе . Существуют споры о том, является ли брак Имогены и Постума законным. Имогена исторически изображалась и воспринималась идеальной целомудренной женщиной, сохранявшей качества, приветствуемые в патриархальной структуре; однако критики утверждают, что действия Имогены противоречат этим социальным определениям из-за её неповиновения отцу и переодевания в другую одежду. Тем не менее, критики, в т.ч. и Трейси Миллер-Томлинсон, подчёркивали, как пьеса поддерживает патриархальную идеологию, в т.ч. в финальной сцене с её многочисленными мужчинами-победителями . Если брак Имогены и Постума сначала поддерживает гетеросексуальные нормы, то их разделение и окончательное воссоединение оставляют открытыми противоположные возможности, предвосхищаемые переодеванием Имогены в Фиделе. Миллер-Томлинсон указывает на ложность их социальной значимости как на «прекрасный пример» публичного «гетеросексуального брака», учитывая, что их частные отношения оказываются «гомосоциальными, гомоэротическими и гермафродитными».
Квир-теория получила множество сторонников в исследованиях Цимбелина, основываясь на сочинениях Ив Кософски Седжвик и Джудит Батлер . Исследования по этой теме подчёркивали аллюзии на Овидия в пьесе и исследование выходящего за нормы гендера / сексуальности, за счёт отделения от традиционного общества и перехода в то, что Валери Трауб называет «зелёными мирами». Среди наиболее очевидных и часто цитируемых примеров этого ненормативного аспекта пьесы — значимое положение гомоэротизма, как видно из полусексуального увлечения Гидерия и Арвирага замаскированной Имогеной/Фиделем. Помимо гомоэротических и гомосоциальных элементов, темы гермафродитизма и отцовства/материнства тоже занимают видное место в квир-интерпретациях Цимбелина   . Джанет Адельман задала тон пересечениям отцовства и гермафродитизма, утверждая, что слова Цимбелин: «Итак, я словно мать, / Родившая троих. Но никогда / Не радовалась детям больше мать! », это представление «фантазии о партеногенезе». Согласно Адельман и Трэйси Миллер-Томлинсон, приписывая заслугу творения детей одному себе, Цимбелин выступает в роли гермафродита, трансформируя материнскую функцию в патриархальную стратегию, восстанавливая контроль над собственными наследниками мужского пола и дочерью Имогеной . Собственный опыт Имоджин с гендерной переменчивостью и переодеванием в одежды другого пола в значительной степени истолковывается через призму патриархата . В отличие от иных шекспировских представителей гендерной флюидности на сцене — Порции, Розалинды, Виолы и Джулии из Двух Веронцев — Имогена не обретает полномочий после превращения в Фиделя. Вместо этого власть Имогены унаследована от её отца и основана на перспективе воспроизводства.

## Экранизации
- 1913 — Цимбелин / Cymbeline США, режиссёр Люсиус Хендерсон[англ.], в ролях: Уильям Расселл[англ.]* — король Цимбелин
- 1925 — Цимбелин / Cymbeline Германия, режиссёр Людвиг Бергер
- 1937 — Цимбелин / Cymbeline, Великобритания, телефильм. В ролях: Джордж Вудбридж[англ.] — Цимбелин
- 1964 — Король Цимбелин / König Cymbelin, Австрия (ТВ), режиссёр Отто Антон Эдер[нем.]
- 1981 — Цимбелин / Cymbeline, США (видео), режиссёр Патрик Такер. В роли короля Цимбелина — Гэйл Чугг
- 1982 — Цимбелин / Cymbeline, Великобритания, США (ТВ) режиссёр Элайджа Мошински. В ролях: Ричард Джонсон — король Цимбелин, Клэр Блум — королева, Хелен Миррен, Имогена, Роберт Линдсей[англ.]* — Постум, Майкл Гоф — Беларий (BBC Television Shakespeare[англ.])
- 2000 — Цимбелин / Cymbelin (ТВ), Германия, режиссёр Дитер Дорн[нем.]. В роли Цимбелина — Рудольф Вессели[нем.]
- 2014 — Цимбелин / Cymbeline, США, режиссёр Майкл Алмерейда
- 2016 — Цимбелин / Cymbeline, Великобритания. Королевская шекспировская компания, режиссёр Мэлли Стилл[англ.] В роли Цимбелина Джиллиан Беван[англ.]

## Издания
- Шекспир, Уильям. Цимбелин // Шекспир, Уильям. Шесть трагедий / пер. с англ. И. В. Кутика. М.: Водолей, 2025. С. 643–790.
- Уильям Шекспир. [lib.ru/SHAKESPEARE/shks_cimbelin3.txt Цимбелин] (Пер. А.И.Курошевой)
- «Цимбелин» в русских переводах в БД «Русский Шекспир»